# Federico Aguerre
Federico Matías Aguerre (Mendoza, 27 ottobre 1988) è un cestista argentino.

## Carriera
Con l'Argentina ha disputato i Giochi panamericani di Toronto 2015.